# Movimento Nacional Talysh

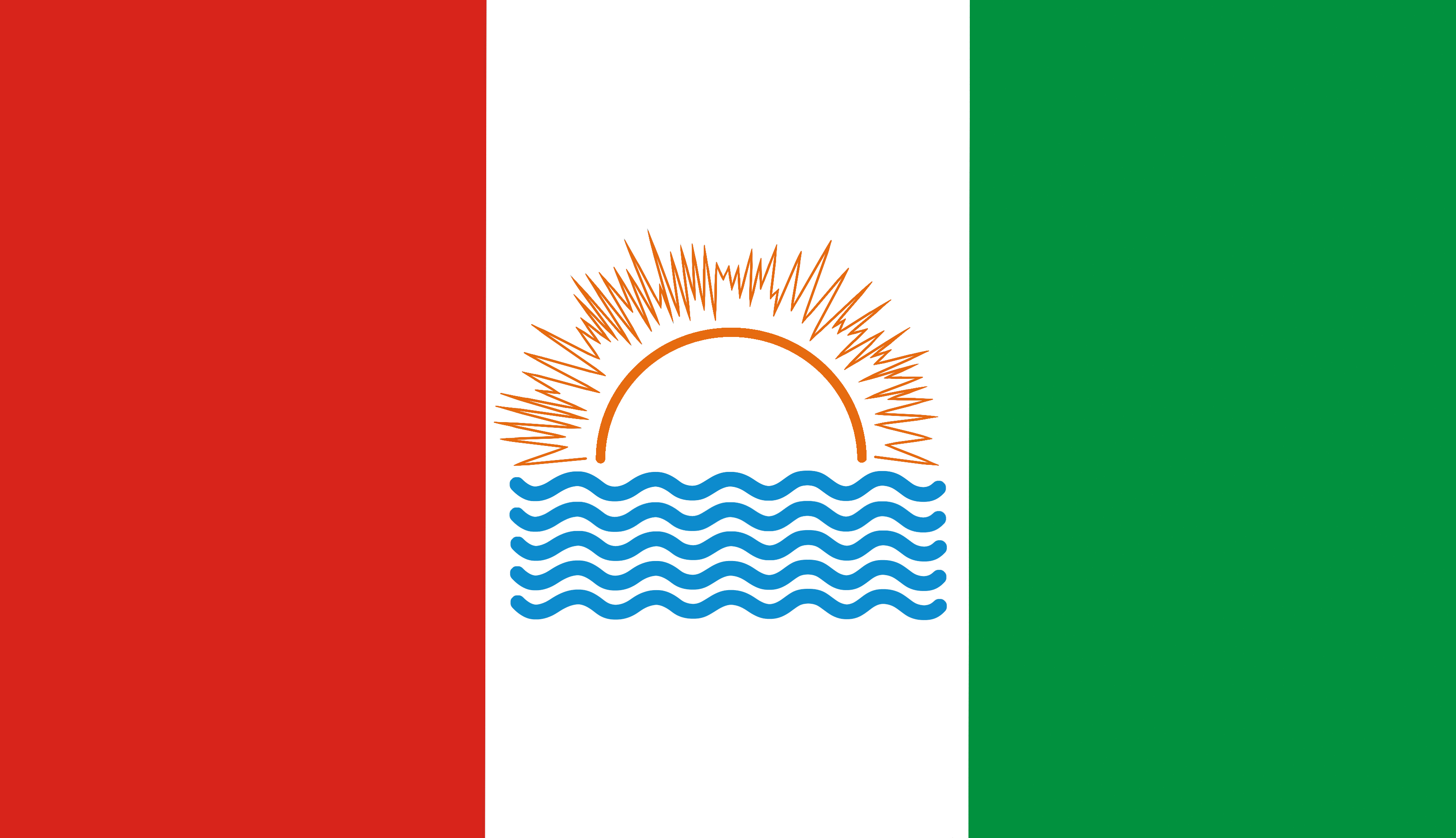
Bandeira do Movimento Nacional Talysh na Organização das Nações e Povos Não Representados

O Movimento Nacional Talysh é uma organização política, que representa o povo talysh, criada em 2007 nos Países Baixos, onde parte da liderança talysh vive no exílio. Muitos dos membros do movimento já haviam participado da formação da República Autônoma Talysh-Mugan em 1993, incluindo o membro do conselho Alikram Hummatov.
O Movimento Nacional Talysh se juntou à Organização das Nações e Povos Não Representados em 26 de junho de 2007. Isso foi encerrado em 1 de março de 2008 antes de ser readmitido em 29 de junho de 2014.

## História
Na segunda metade de agosto de 1993, os membros da República Autônoma Talysh-Mugan e os militares associados ao presidente da entidade Alikram Hummatov foram  presos e submetidos à repressão. Hummatov foi condenado à morte, sentença mais tarde comutada para prisão perpétua. Sob pressão do Conselho da Europa, ele foi perdoado em 2004. A partir dos Países Baixos e de outros países europeus, ele e outros refugiados talyshs tentam apoiar o movimento nacional ainda ativo no Azerbaijão. Em particular, o movimento defende a criação de uma província talysh com administração regional dentro das fronteiras do Azerbaijão. A organização pede a descentralização do poder para promover uma representação mais equitativa de grupos minoritários, bem como para garantir as liberdades culturais e linguísticas.
De acordo com o website da Organização das Nações e Povos Não Representados, tal como muitas outras minorias no Azerbaijão, povo talysh está sujeitos a tentativas agressivas de assimilação - não existe educação formal na língua talysh, sendo desestimulado pelas autoridades ler e falar esta língua. Assim, o número de jovens que estudam na língua talysh está diminuindo, haja vista a língua é classificada pela UNESCO como "vulnerável". Isso representa uma séria ameaça à integridade cultural do povo talysh e, portanto, um dos principais objetivos do Movimento Nacional Talysh é a liberdade linguística.